# 圣方济各广场 (博洛尼亚)
44°29′41″N 11°20′08″E / 44.494852°N 11.335503°E

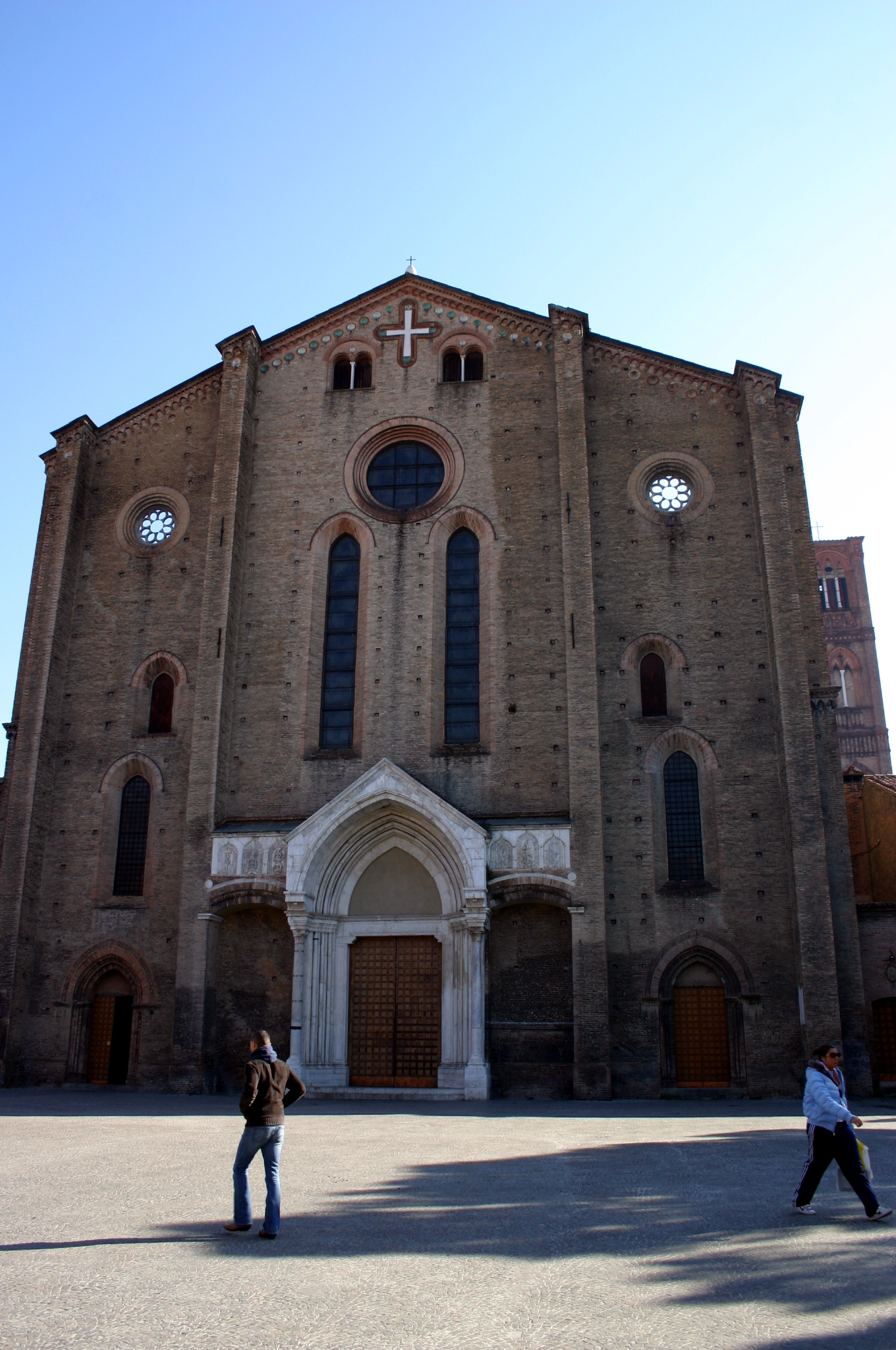
圣方济各广场

圣方济各广场（Piazza San Francesco）是意大利城市博洛尼亚的一个广场，得名于亚西西的方济各，广场上有罗马天主教的博洛尼亚圣方济各教堂，但是其门牌却是邻近的马尔皮基广场
。